# Movimento pela Autonomia da Silésia
O Movimento pela Autonomia da Silésia (em polonês/polaco:  Ruch Autonomii Śląska, em alemão:  Bewegung für die Autonomie Schlesiens, silesiano: Ruch Autōnōmije Ślōnska, abreviado RAŚ) é uma organização silesiana, de carácter regionalista, que visa recuperar a autonomia da região da Alta Silésia.
Foi fundada em 1990 em Rybnik (Polónia).

Ruch Autonomii Śląska

## História
A autonomia da voivodia da Silésia foi reconhecida pela Lei Constitucional aprovada pelo Parlamento da República da Polónia em 15 de julho de 1921. A partir de então, durante o período entre guerras, a região da Silésia teve governo autónomo, Parlamento e Tesouro Público. 
A autonomia silesiana foi eliminada no momento da entrada das tropas alemãs em 1939. Efetivamente, foi suprimida pelo decreto do novo governo comunista em 1945. Durante o período pós-guerra, o governo da República Popular da Polónia continuou a reprimir os habitantes autóctones da Silésia, tratando-os como polacos germanizados, e, aplicando a política da unificação que se referia, entre outras coisas, à luta contra a língua silesiana. 
Depois da queda do regime comunista em 1989, os silesianos, aproveitando os benefícios da democracia, formaram em janeiro de 1990 o Movimento pela Autonomia da Silésia.